# Montguyon
Montguyon és un municipi francès situat al departament del Charente Marítim i a la regió de la Nova Aquitània. L'any 2007 tenia 1.454 habitants.

## Demografia

### Població
El 2007 la població de fet de Montguyon era de 1.454 persones. Hi havia 700 famílies de les quals 244 eren unipersonals (104 homes vivint sols i 140 dones vivint soles), 248 parelles sense fills, 124 parelles amb fills i 84 famílies monoparentals amb fills.
La població ha evolucionat segons el següent gràfic:
Habitants censats

### Habitatges
El 2007 hi havia 850 habitatges, 709 eren l'habitatge principal de la família, 58 eren segones residències i 83 estaven desocupats. 700 eren cases i 146 eren apartaments. Dels 709 habitatges principals, 435 estaven ocupats pels seus propietaris, 250 estaven llogats i ocupats pels llogaters i 24 estaven cedits a títol gratuït; 8 tenien una cambra, 45 en tenien dues, 127 en tenien tres, 198 en tenien quatre i 331 en tenien cinc o més. 519 habitatges disposaven pel capbaix d'una plaça de pàrquing. A 359 habitatges hi havia un automòbil i a 249 n'hi havia dos o més.

### Piràmide de població
La piràmide de població per edats i sexe el 2009 era:
| Homes | Edats   | Dones |
| ----- | ------- | ----- |
| 0     | 95 o +  | 0     |
| 0     | 90 a 94 | 0     |
| 20    | 85 a 89 | 24    |
| 4     | 80 a 84 | 52    |
| 32    | 75 a 79 | 36    |
| 60    | 70 a 74 | 60    |
| 24    | 65 a 69 | 56    |
| 44    | 60 a 64 | 28    |
| 52    | 55 a 59 | 40    |
| 56    | 50 a 54 | 56    |
| 52    | 45 a 49 | 72    |
| 32    | 40 a 44 | 56    |
| 52    | 35 a 39 | 36    |
| 60    | 30 a 34 | 56    |
| 36    | 25 a 29 | 48    |
| 28    | 20 a 24 | 20    |
| 16    | 15 a 19 | 40    |
| 48    | 10 a 14 | 36    |
| 48    | 5 a 9   | 20    |
| 24    | 0 a 4   | 40    |

## Economia
El 2007 la població en edat de treballar era de 870 persones, 608 eren actives i 262 eren inactives. De les 608 persones actives 561 estaven ocupades (298 homes i 263 dones) i 47 estaven aturades (14 homes i 33 dones). De les 262 persones inactives 124 estaven jubilades, 45 estaven estudiant i 93 estaven classificades com a «altres inactius».

### Ingressos
El 2009 a Montguyon hi havia 688 unitats fiscals que integraven 1.448 persones, la mediana anual d'ingressos fiscals per persona era de 14.634,5 €.

### Activitats econòmiques
Dels 147 establiments que hi havia el 2007, 7 eren d'empreses extractives, 5 d'empreses alimentàries, 5 d'empreses de fabricació d'altres productes industrials, 15 d'empreses de construcció, 39 d'empreses de comerç i reparació d'automòbils, 9 d'empreses de transport, 5 d'empreses d'hostatgeria i restauració, 1 d'una empresa d'informació i comunicació, 14 d'empreses financeres, 6 d'empreses immobiliàries, 13 d'empreses de serveis, 19 d'entitats de l'administració pública i 9 d'empreses classificades com a «altres activitats de serveis».
Dels 41 establiments de servei als particulars que hi havia el 2009, 1 era una oficina d'administració d'Hisenda pública, 1 gendarmeria, 1 oficina de correu, 4 oficines bancàries, 6 tallers de reparació d'automòbils i de material agrícola, 1 taller d'inspecció tècnica de vehicles, 1 autoescola, 6 paletes, 2 guixaires pintors, 2 fusteries, 2 lampisteries, 2 electricistes, 5 perruqueries, 1 restaurant, 2 agències immobiliàries, 1 tintoreria i 3 salons de bellesa.
Dels 12 establiments comercials que hi havia el 2009, 1 era un supermercat, 2 fleques, 2 carnisseries, 1 una llibreria, 1 una botiga de roba, 1 una sabateria, 1 una botiga d'electrodomèstics, 1 un drogueria, 1 una joieria i 1 una floristeria.
L'any 2000 a Montguyon hi havia 26 explotacions agrícoles que ocupaven un total de 645 hectàrees.

## Equipaments sanitaris i escolars
El 2009 hi havia 2 farmàcies i 1 ambulància.
El 2009 hi havia 1 escola maternal i 1 escola elemental. Montguyon disposava d'un col·legi d'educació secundària amb 209 alumnes.

## Poblacions més properes
El següent diagrama mostra les poblacions més properes.